# 第六十九国立銀行
第六十九国立銀行（だいろくじゅうくこくりつぎんこう）は、北越銀行の前身となった明治・大正・昭和期の銀行。
1878年（明治11年）、長岡藩大参事であった三島億二郎、商人であった岸宇吉らによって新潟県長岡町に設立。初代頭取には関矢孫左衛門が就任。1898年（明治31年）国立銀行営業満期前特別処分法に基づき私立銀行六十九銀行に改称。その後、11にも及ぶ銀行を吸収し、1942年（昭和17年）に長岡銀行と合併し長岡六十九銀行（現第四北越銀行）を新たに設立。
なお支店が戦前まで東京・銀座4丁目にも存在した。この地には現在、三愛ドリームセンターが建っている。

## 銀行設立の経緯

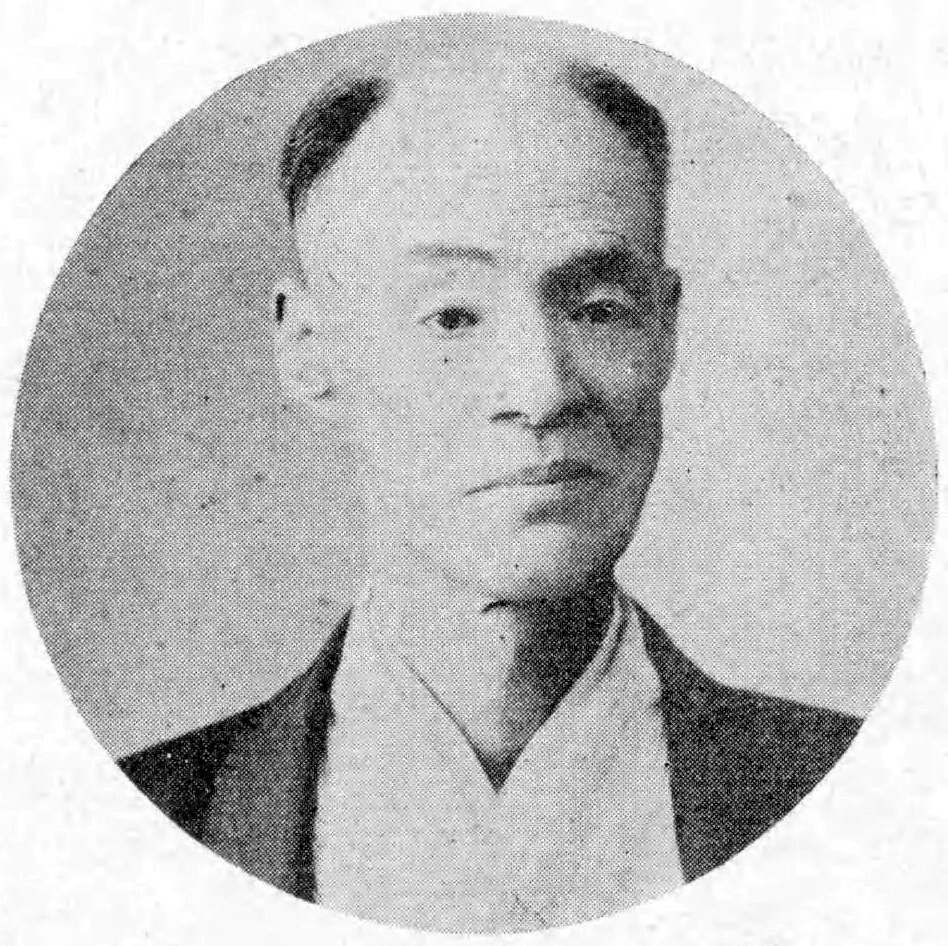
岸宇吉

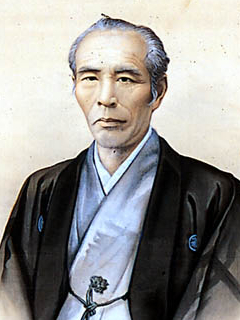
三島億二郎

長岡藩は戊辰戦争において、奥羽越列藩同盟に加わり、新政府軍と激戦を交え城下も戦禍にまみれた。維新後も5万石を没収されて24,000石となり、財政的に窮乏を極め、食糧不足までおこった。長岡の商人であった岸宇吉は自宅に有識者を集め、長岡の復興について話し合う「ランプの会」を主催。そこに参加していた三島億二郎らと共に、経済復興のために当行を設立した。

## 沿革

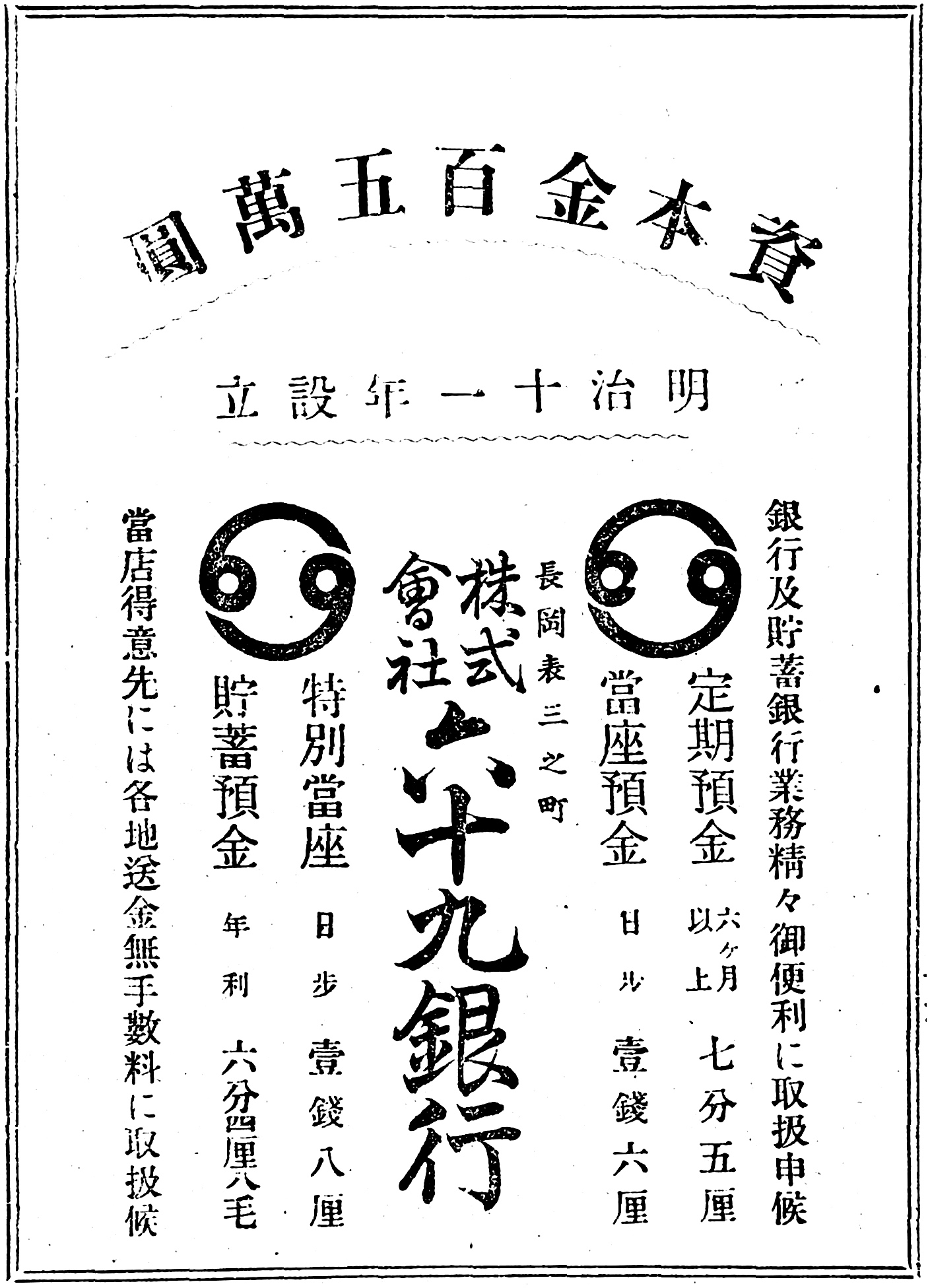
六十九銀行の広告。『越佐名勝写真帖』（明治34年刊）より。

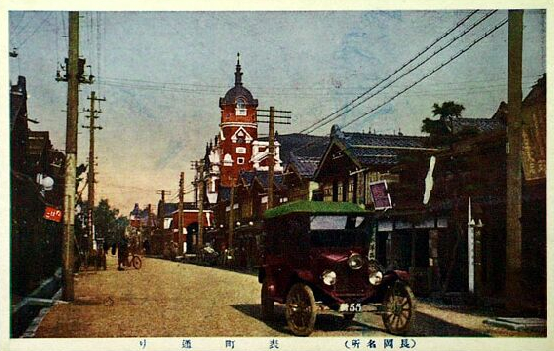
中央の煉瓦造りの建物が新潟県長岡市表町にあった六十九銀行本店（大正5年（1916年）10月15日竣工）

- 1878年（明治11年）12月20日：開業
- 1898年（明治31年）1月1日：六十九銀行と改称
- 1923年（大正12年）12月1日：越見銀行を合併
- 1927年（昭和2年）4月1日：脇野町銀行を合併
- 1927年（昭和2年）10月1日：六日町銀行を合併
- 1929年（昭和4年）4月1日：寺泊銀行、長岡商業銀行を合併
- 1931年（昭和6年）12月1日：関原銀行を買収
- 1932年（昭和7年）1月26日：今井銀行を買収
- 1933年（昭和8年）12月9日：小出銀行を合併
- 1934年（昭和9年）4月1日：神谷銀行、十日町銀行を合併
- 1934年（昭和9年）11月1日：栃尾銀行を合併
- 1942年（昭和17年）12月7日：長岡銀行と合併し長岡六十九銀行（現第四北越銀行）を新立

## 関連図書
- 『情熱の人 関矢孫左衛門』磯部定治著 新潟日報事業社 ISBN 978-4-86132-201-3